# Aeropuerto de Sunyani
El Aeropuerto de Sunyani  (en inglés: Sunyani Airport)  (IATA: NYI, ICAO: DGSN) es un aeropuerto que sirve a Sunyani, una ciudad y capital de Brong Ahafo en el país africano de Ghana. El  aeropuerto se remonta a 1942, cuando fue un puesto de avanzada de comunicación y aeródromo que se construyó para el uso de las fuerzas aliadas. Sin embargo, antes del final de la guerra, la pista de aterrizaje fue abandonada.
En 1969, el Gobierno ve la necesidad de un aeropuerto para Sunyani e inició los trabajos de construcción de un aeropuerto nuevo. Este se completó y se inauguró oficialmente el 13 de julio de 1974, por el coronel PK Agyekum, el entonces Comisario de Comunicaciones y Transportes.
La pista de aterrizaje de 1.288 metros no puede extenderse debido a un barranco en un extremo y una colina en el otro. Esta limitación hace que el aeropuerto no se apto para el uso de aviones de medio alcance. El aeropuerto se encuentra bajo la gestión de una institución local denominada GACL. 